# Pehlivanköy
Pehlivanköy è una comune turco della provincia di Kırklareli, nella regione di Marmara. È capoluogo del distretto omonimo e nel 2018 contava 3.565 abitanti.

## Geografia
Pehlivanköy è situata sulla sponda destra del fiume Ergene, nella regione della Tracia orientale, a 57 km a sud-ovest del capoluogo provinciale Kırklareli e a 214 km ad est di Istanbul.

## Infrastrutture e trasporti

### Ferrovie
Pehlivanköy dispone di una stazione ferroviaria lungo la linea Istanbul-Pythio. Da Pehlivanköy parte anche la ferrovia per Edirne e la Bulgaria.